# 27号美国国道
27号美国国道（英語：U.S. Route 27）是一条南北方向的美国国道。该公路连接了佛罗里达州迈阿密和印第安纳州韋恩堡，全长1,373英里。